# Alkmaar '54 in het seizoen 1954/55
Het seizoen 1954/1955 was het eerste jaar in het bestaan van de Alkmaarse betaaldvoetbalclub Alkmaar '54. De club kwam uit in de Eerste klasse C en eindigde daarin op de 5e plaats, dit betekende dat de club in het nieuwe seizoen uitkwam op het hoogste voetbalniveau.

## Wedstrijdstatistieken

### NBVB(afgebroken)
|       | Amsterdam | Den Haag | Fortuna '54 | De Graafschap | Rapid '54 | Rotterdam | Twentse Profs | Utrecht | Venlo '54 |
| ----- | --------- | -------- | ----------- | ------------- | --------- | --------- | ------------- | ------- | --------- |
| Thuis | –         | –        | –           | 2 – 2         | 4 – 2     | –         | 1 – 2         | 2 – 1   | 3 – 3     |
| Uit   | 2 – 1     | 2 – 3    | 3 – 3       | –             | –         | 1 – 1     | –             | –       | 0 – 1     |

### Eerste klasse C
|       | Blauw-Wit | EBOH  | Enschedese Boys | Feijenoord | GVAV  | Haarlem | Hermes DVS | Limburgia | N.E.C. | NOAD  | PSV   | Rapid JC | Vitesse |
| ----- | --------- | ----- | --------------- | ---------- | ----- | ------- | ---------- | --------- | ------ | ----- | ----- | -------- | ------- |
| Thuis | 2 – 0     | 2 – 1 | 6 – 1           | 0 – 1      | 1 – 2 | 1 – 3   | 2 – 1      | 1 – 0     | 6 – 1  | 1 – 1 | 1 – 1 | 4 – 3    | 0 – 0   |
| Uit   | 0 – 1     | 1 – 0 | 1 – 1           | 2 – 2      | 5 – 0 | 2 – 1   | 0 – 2      | 1 – 0     | 0 – 2  | 0 – 0 | 4 – 2 | 5 – 0    | 1 – 3   |

## Statistieken Alkmaar '54 1954/1955

### Eindstand Alkmaar '54 in de Nederlandse Eerste klasse C 1954 / 1955
| Stand | Gespeeld | Gewonnen | Gelijk | Verloren | Punten | Doelpunten voor | Doelpunten tegen |
| ----- | -------- | -------- | ------ | -------- | ------ | --------------- | ---------------- |
| 5e    | 26       | 11       | 6      | 9        | 28     | 41              | 37               |

### Eindstand Alkmaar '54 in de Nederlandse NBVB 1954 / 1955 (afgebroken)
| Stand | Gespeeld | Gewonnen | Gelijk | Verloren | Punten | Doelpunten voor | Doelpunten tegen |
| ----- | -------- | -------- | ------ | -------- | ------ | --------------- | ---------------- |
| 3e    | 10       | 4        | 4      | 2        | 12     | 21              | 18               |

### Topscorers
| #              | Naam                      | Goal |
| -------------- | ------------------------- | ---- |
| 1.             | Henk van der Sluis        | 15   |
| 2.             | Rudi Michel               | 9    |
| 3.             | Klaas Smit                | 5    |
| 4.             | Thoom Smit                | 3    |
| 5.             | Piet Buis                 | 2    |
| 5.             | Dirk Kuijper              | 2    |
| 5.             | Barend van Vliet          | 2    |
| 8.             | Jan Los                   | 1    |
| 8.             | Siem Stelling             | 1    |
| Eigen doelpunt |                           |      |
| –              | Harry Godding (Limburgia) | 1    |
| Totaal         | Totaal                    | 41   |

| #      | Naam               | Goal |
| ------ | ------------------ | ---- |
| 1.     | Klaas Smit         | 6    |
| 1.     | Henk van der Sluis | 6    |
| 3.     | Siem Stelling      | 3    |
| 4.     | Rudi Michel        | 2    |
| 4.     | Thoom Smit         | 2    |
| 6.     | Jaap Ramakers      | 1    |
| 6.     | Barend van Vliet   | 1    |
| Totaal | Totaal             | 21   |

## Voetnoten
Alkmaar '54 · Amsterdam · Den Haag · Fortuna '54 · De Graafschap · Rapid '54 · Rotterdam · Twentse Profs · Utrecht · Venlo '54